# イリジウム (音楽ユニット)
イリジウム（Iridium）は、日本の音楽ユニット。

## メンバー
- タカセカヤ（たかせ かや、5月4日 - ）

ボーカル・作詞。福岡県春日市出身。
- クサノユウキ（くさの ゆうき、6月15日 - ）

ベース・作曲、編曲。長崎県長崎市出身。

## サポートメンバー
ボーカル＆ベースの構成のため、ライブ活動時はバックバンドが必要となる。

### ギター
- シャナッパー
- マウリー
- 飯田具延
- 宮崎由葉
- karanca
- maowhim
- ヒィロ

### キーボード
- yechigoya

### ドラムス
- けんちゃん(藤好正崇)
- 親方
- DIJ

## 略歴
2006年に結成。2007年、1stマキシシングル「アルファ」をリリース後、福岡を拠点に九州各地でライブに出演。
2008年にはPCゲーム「戦極姫」の主題歌を手掛ける。2010年には続編「戦極姫2」の主題歌も担当する。
2010年から2012年3月までFM高松にてラジオ番組「みくせんpresents！イリジウムの『週間少年ほむら』」を放送していた。
2012年にクサノが活動拠点を福岡から東京に移す。以降「戦極姫」シリーズへの主題歌提供以外の活動を殆ど行わず実質的にライブ活動は休止状態となっていたが2018年3月17日をもって正式に活動終了した。

## 活動終了後
タカセはフリーランスのボーカリストとして福岡市内を中心にソロで活動。
クサノは『AYUMI ONE.』所属の作曲家として都内を中心に活動。

## ディスコグラフィ

### シングル
- アルファ（2007年2月28日）発売：パシフィスト　PFCD-201
- ALWAYZ!!（2011年1月12日）発売：マジックアイランドレコード　販売：クラウン徳間ミュージック　販売　MLCN-1038

### コンピレーション
- SystemSoft Alpha & unicorn-a Vocal Collection Vol.1（2012年5月25日） レーベル: システムソフト・アルファー
- SystemSoft Alpha & unicorn-a Vocal Collection Vol.2（2012年6月22日） レーベル: システムソフト・アルファー
- SystemSoft Alpha & unicorn-a Vocal Collection Vol.3（2015年3月27日） レーベル: システムソフト・アルファー
- SystemSoft Alpha & unicorn-a Vocal Collection Vol.4（2016年12月9日） レーベル: システムソフト・アルファー

### インディーズ
- in the Dark（2009年8月29日）
- FactOR（2010年8月28日）
- Rough-Jem Box（2010年12月22日）